# 直方警察署
直方警察署（のおがたけいさつしょ）は、福岡県警察が管轄する警察署の一つで、筑豊地区に属する。署長の階級は警視。

## 概要
筑豊地方の北部に位置する直鞍地区の2市2町を管轄する。直鞍地区は直方平野を縦貫する一級河川・遠賀川の中流域であり、北九州市と筑豊深部とを中継する地域である。直方市は鉄道交通の要地であり、直方駅に鉄道警察隊の派遣所が置かれている。

## 所在地
- 本署 福岡県直方市殿町5-31
  - 福岡県道27号直方芦屋線「直方警察署前」信号交差点角。道路挟んで直方市役所の北隣に位置する。

- 宮若庁舎 福岡県宮若市宮田20-2
  - 宮若市役所本館の東隣に位置する。

## 管轄区域
- 直方市
- 宮若市
- 鞍手郡
  - 小竹町
  - 鞍手町

## 沿革

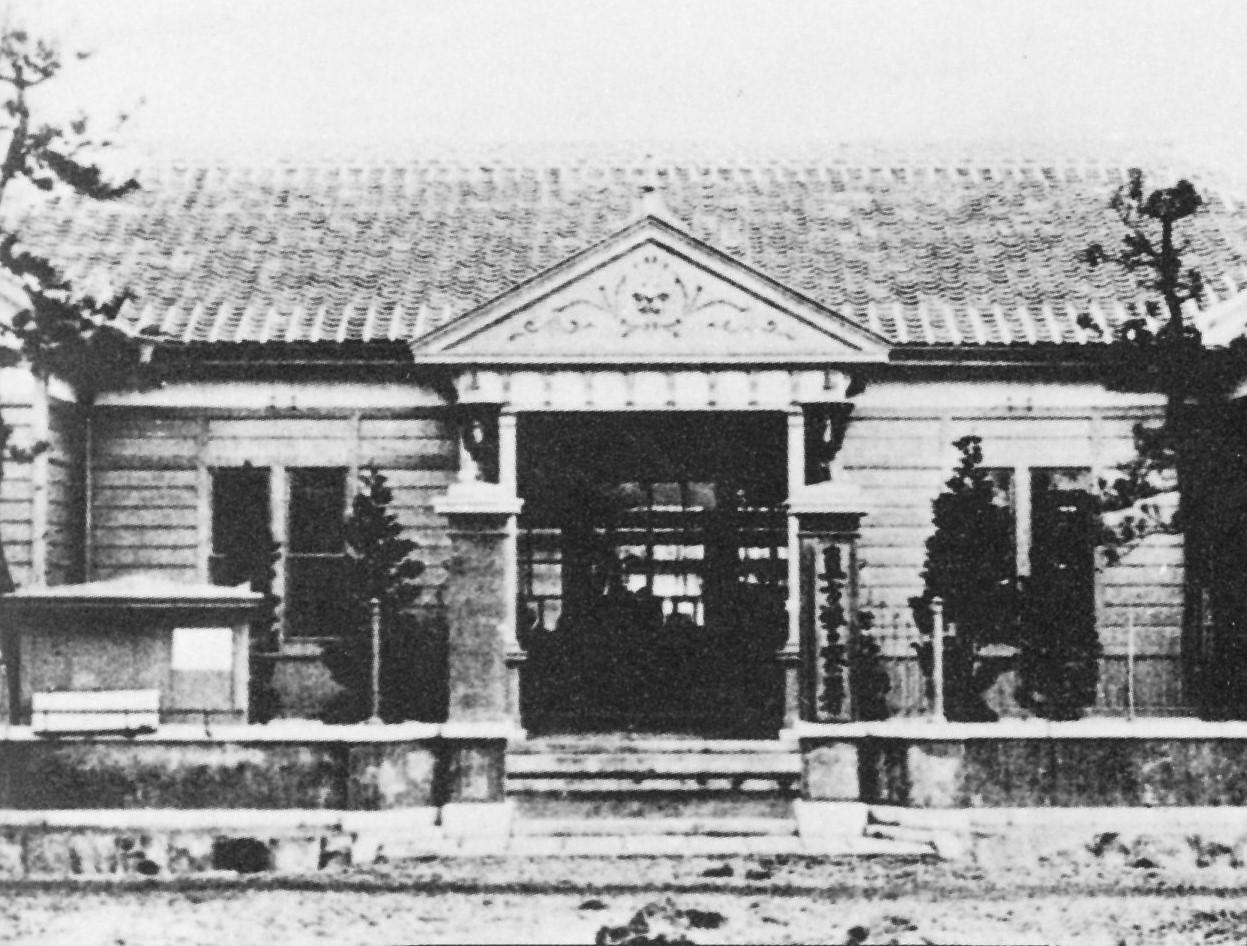
1911年（明治44年）に建てられた2代目の直方警察署

- 1876年（明治9年）2月24日：飯塚警察出張所福丸分屯所設置。
- 1877年（明治10年）2月25日：飯塚警察署直方警察分署へ改組。
- 1886年（明治19年）9月1日：飯塚警察署から分離独立し、直方警察署発足。
- 1948年（昭和23年）3月7日：警察法施行により自治体警察の直方市警察署と国家地方警察鞍手地区警察署に分離。
- 1954年（昭和29年）7月1日：警察法改正により福岡県警察が発足し、福岡県直方警察署となる。
- 1995年（平成7年）12月11日：現庁舎新築。
- 2003年（平成15年）8月27日：県下全域交番駐在所再編成により、新町、知古、山部、感田の4交番および上境、下境、日焼、南良津、上頓野、新延、木月の7駐在所を廃止し、中泉駐在所を交番へ変更。
- 2010年（平成22年）4月1日：警察署再編により宮若警察署を当署へ統合。旧・宮若署は当署の分庁舎となる[1]。
- 2023年（令和5年）3月15日：中山交番が新築移転して鞍手交番に名称を変更[2][3]。

## 組織
- 総務課
- 会計課
- 生活安全課
- 刑事課
- 交通課
- 警備課
- 地域課

## 交番・駐在所

### 交番
| 名称         | 読み       | 所在地                      | 管轄区域                                                                               |
| ------------ | ---------- | --------------------------- | -------------------------------------------------------------------------------------- |
| 駅前交番     | えきまえ   | 直方市大字山部243-2         | 直方市中部                                                                             |
| 頓野交番     | とんの     | 直方市大字頓野2104-34       | 直方市北東部（頓野・上頓野地区）                                                       |
| 中泉交番     | なかいずみ | 直方市大字金田屋敷2185-2    | 直方市南部（福地地区）                                                                 |
| 宮若警部交番 | みやわか   | 宮若市宮田20-2              | 宮若市中部（宮田地区）                                                                 |
| 小竹交番     | こたけ     | 鞍手郡小竹町大字勝野3765-93 | 小竹町全域                                                                             |
| 鞍手交番     | くらて     | 鞍手郡鞍手町大字小牧2272    | 鞍手町北東部（鞍手北中学校区の中山地区北部・小牧・猪倉・弥生・木月・上木月・古門地区） |

### 駐在所
| 名称         | 読み           | 所在地                     | 管轄区域                                                                             |
| ------------ | -------------- | -------------------------- | ------------------------------------------------------------------------------------ |
| 植木駐在所   | うえき         | 直方市大字植木1019-5       | 直方市北部（植木地区）                                                               |
| 下新入駐在所 | しもしんにゅう | 直方市大字下新入1-3        | 直方市北西部（上新入・下新入地区）                                                   |
| 下有木駐在所 | しもあるき     | 宮若市下有木285-3          | 宮若市北部（上有木・下有木・芹田地区）                                               |
| 山口駐在所   | やまぐち       | 宮若市山口2560-4           | 宮若市西部（山口・沼口地区）                                                         |
| 若宮駐在所   | わかみや       | 宮若市福丸252-2            | 宮若市中部（若宮地区）                                                               |
| 吉川駐在所   | よしかわ       | 宮若市脇田636-1            | 宮若市南部（犬鳴・乙野・黒丸・湯原・脇田温泉・縁山畑・三ヶ畑地区）                   |
| 新北駐在所   | にぎた         | 鞍手郡鞍手町大字新北1041-1 | 鞍手町南西部（鞍手南中学校区の中山地区南部・新北・八尋・長谷・新延・永谷・室木地区） |